# Asperula sintenisii
Asperula sintenisii là một loài thực vật có hoa trong họ Thiến thảo. Loài này được Asch. ex Bornm. mô tả khoa học đầu tiên năm 1941.

## Hình ảnh

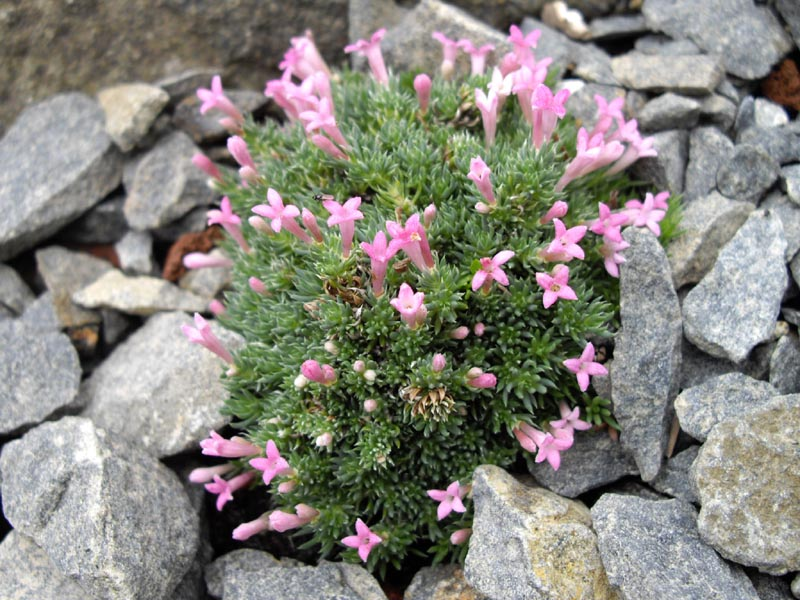
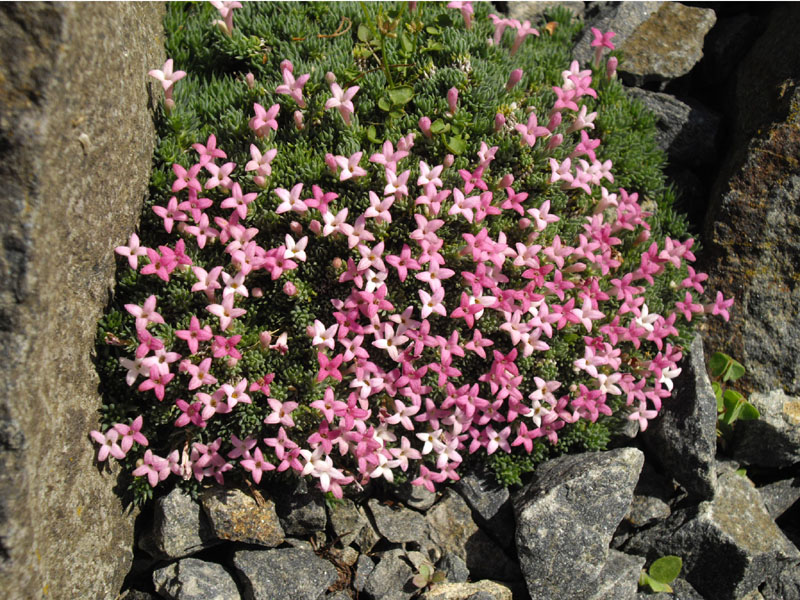